# En Avant de Guingamp 2015-2016
Questa voce raccoglie le informazioni riguardanti l'En Avant de Guingamp nelle competizioni ufficiali della stagione 2015-2016.

## Divise e sponsor
| Casa | Trasferta | 3ª tenuta |

## Rosa
| N. |                      | Ruolo | Calciatore         |
| -- | -------------------- | ----- | ------------------ |
| 1  | Danimarca (bandiera) | P     | Jonas Lössl        |
| 2  | Danimarca (bandiera) | D     | Lars Jacobsen      |
| 3  | Francia (bandiera)   | D     | Benjamin Angoua    |
| 5  | Senegal (bandiera)   | C     | Moustapha Diallo   |
| 6  | Francia (bandiera)   | D     | Maxime Baca        |
| 7  | Francia (bandiera)   | D     | Dorian Lévêque     |
| 8  | Francia (bandiera)   | C     | Julien Cardy       |
| 9  | Mali (bandiera)      | A     | Mana Dembélé       |
| 10 | Francia (bandiera)   | C     | Nicolas Benezet    |
| 11 | Francia (bandiera)   | A     | Sloan Privat       |
| 12 | Belgio (bandiera)    | C     | Nill De Pauw       |
| 13 | Francia (bandiera)   | C     | Younousse Sankharé |
| 15 | Francia (bandiera)   | D     | Jérémy Sorbon      |

| N. |                    | Ruolo | Calciatore               |
| -- | ------------------ | ----- | ------------------------ |
| 16 | Francia (bandiera) | P     | Théo Guivarch            |
| 18 | Francia (bandiera) | C     | Lionel Mathis (Capitano) |
| 19 | Francia (bandiera) | C     | Yannis Salibur           |
| 20 | Francia (bandiera) | C     | Laurent Dos Santos       |
| 21 | Francia (bandiera) | C     | Ludovic Blas             |
| 22 | Francia (bandiera) | D     | Jonathan Martins Pereira |
| 23 | Francia (bandiera) | A     | Jimmy Briand             |
| 24 | Francia (bandiera) | C     | Marcus Coco              |
| 25 | Francia (bandiera) | D     | Reynald Lemaître         |
| 26 | Francia (bandiera) | C     | Thibault Giresse         |
| 27 | Francia (bandiera) | D     | Franck Héry              |
| 29 | Francia (bandiera) | D     | Christophe Kerbrat       |
| 30 | Mali (bandiera)    | P     | Mamadou Samassa          |

### Staff tecnico
- Antoine Kombouaré - Allenatore
- Eric Blahic - Vice Allenatore
- Ronald Thomas - Preparatore dei Portieri
- Julien Kupperschmitt - Fisioterapista
- Stéphane Lépée - Fisioterapista
- David Hily - Fisioterapista
- Didier Cazenave - Medico Sociale